# チャールズ・ケリー (軍人)
チャールズ・E・ケリー（Charles E. Kelly 1920年9月23日 - 1985年1月11日）は、アメリカ合衆国の軍人。第二次世界大戦における名誉勲章受章者の1人であり、下士官兵としては西部戦線における最初の受章者であった。名誉勲章の受章理由ともなった激しい戦いぶりから、コマンドー・ケリー（Commando Kelly）の通称で知られる。

## 経歴
1920年、ピッツバーグにて生を受ける。ケリー家は貧しく、水道、電気、トイレがなく、9人の子供は全員が屋根裏部屋で過ごしていた。チャールズ・ケリーは学校を中退し、家計を支えるために若くして働いていた。

### 第二次世界大戦
1942年5月、ケリーはピッツバーグにてアメリカ陸軍に入隊を果たした。決して品行方正な兵士ではなく、少なくとも1度の無許可離隊（AWOL）のために懲罰を受けており、善行章（Good Conduct Medal）を受けていないことを周囲に誇っていた。しかし、戦場に派遣された後には一切の問題を起こさなかった。1943年9月9日、テキサス州兵部隊である第36歩兵師団の一員としてイタリア戦線サレルノへの上陸に参加。
初めて戦闘に参加してからわずか数日後の9月13日、期せずしてケリーはアルタヴィッラ近郊でドイツ国防軍の攻撃に晒されていた弾薬集積所の防衛に参加することになる。彼は一晩中倉庫の裏側で戦い続け、その後は倉庫内に立て篭もって抵抗を続けた。撤退命令が下されると、彼は自ら進んで殿軍に志願し、追い詰められながらもドイツ兵の足止めを続けた。全ての兵士が倉庫からの撤退を終了した段階で彼も撤退し、部隊との合流を果たしている。この戦いから5ヵ月後の1944年2月18日、彼は名誉勲章を授与された。
アルタヴィッラの戦いを報じた『星条旗新聞』において、「コマンドー・ケリー」の異名が初めて使われた。
受章後、ケリーは凱旋帰国を果たし、故郷ピッツバーグでは盛大なセレモニーが催された。当時のピッツバーグ市長から直々に名誉市民の称号を授与された他、自伝の出版や映画化にまつわる巨額の契約が交わされたり、政界への進出も打診されるなど、ケリーは一躍時の人となった。さらにケリーを含む数名の陸軍歩兵は、戦時国債の購入を促すキャンペーンの一環として「Here's Your Infantry」の宣伝文句を携えてアメリカ全土を巡り、さまざまな戦闘技術の展示を行った。キャンペーン後、ケリーはジョージア州フォート・ベニングにて歩兵学校の教官となった。1945年、技能軍曹（Technical Sergeant）の階級で陸軍を名誉除隊する。
1945年3月11日、レストランのレジ係だったメイ・フランシス・ボイッシュ（Mae Francis Boish）と結婚した。
ケリーは戦時国債キャンペーンのツアーについて、「終わってくれれば嬉しい。こういうことをしていると檻の中のサルみたいな気持ちだ」、「1日5回のスピーチ。戦時国債を売って、37mm砲について何かいい話をする。そして1日あたり6ドルぽっちの手当をもらう。とはいえ、我々は戦争の中で行き詰まっていて、士気を高めなければならない。英雄が必要とされる。そういうことさ」と語っている。また、戦地に残る戦友たちについては次のように語った。
昔の仲間たちを見つけるのは大変だった。パレードがあって、金色の街のカギを受け取って、こういうインタビューも受けなきゃならない。それでも、どうにかみんなに会ってきたよ。そして、寝る前や周りが静かになった時、向こう側に残っている米兵たちのことを考える。彼らは我々が負けないことを知っていた。兵隊はみんな、我が軍の勝利を信じていた。ただ1つわからなかったのは、あとどれだけの時間がかかるのか、ということだ

### 戦後
名誉勲章を受章し第二次世界大戦における「戦争の英雄」となったケリーだが、その後の人生は決して輝かしいものではなかった。
英雄として注目されたケリーは莫大な利益を得ていたものの、キャンペーンツアーの最中でさえ周囲に食事や酒を奢ることを好んだし、週末には必ず家族に会うため故郷に戻っていた。母のために家具を買ったり、兄弟たちのために金を使うことも多かった。1957年のインタビューでは、「おれが人より何かを持っているなら、いつでも誰かにそれを与えたい。何でもくれてやっていい」と語っている。
当時の多くの復員兵と同様、ケリーは平穏な市民生活に溶け込むことができなかった。1946年、ピッツバーグ北部でガソリンスタンドを開業したが売り上げは振るわず、1947年には強盗をきっかけに店舗の売却を余儀なくされた。さらに同年、妻メイが子宮ガンと診断される。ケリーは莫大な費用を支払って放射線治療を受けさせたものの、その甲斐もなくメイは1951年に死去した。さらにメイの治療費を都合するべく借金を重ねていたケリーは強制執行により家を差し押さえられてしまった。
1952年、大統領選に出馬したドワイト・D・アイゼンハワー将軍の選挙キャンペーンに関連した職を得る。この際に知り合ったベティ・ガスキンという女性と交際することとなり、6週間後に挙式した。彼らは結婚前に2人の子供をもうけていた。しばらくはピッツバーグで過ごしたものの職を得ることはできず、結婚指輪を質に入れることを余儀なくされた。一家はベティの故郷ケンタッキー州ルイビルの公営住宅に引っ越し、ケリーはベティの叔父が経営する建築会社に雇われたものの、あまりの薄給のため家賃や通勤時のガソリン代さえ賄えないほどだった。1956年にはこの職も解雇され、6人の子供を支える手段を失った。同年のインタビューで、ケリーは次のように語った。
戦場にいる時には、やらなければならず、やり方を知っていて、やり遂げられるとわかっている仕事があった。だが、ここ何年かは厳しい。何もできない。やらなければならないことがある。だが、それができない。仕事があるかと訪ねてみた。あるのは今までやったこともない仕事だ。仕事が必要だ。しかし、できなかった時にどうなるかがわからない。しかも、何度も何度も断られるんだ。その上、家族がいる。朝、子供にシリアルを食わせると、もっと欲しいとねだられるが、そこにあるだけしかない。それを彼らに伝える時、人間らしさが失われつつあるのを感じる。
このインタビューが全国紙に掲載されたことで、ケリーには全米各地からの寄付や支援、仕事のオファーが寄せられた。ケリーはセントルイスの鉄工業者に鉄屑のバイヤーとして雇われた。また、オーナーは8部屋のベッドルームがある住宅を一家のために用意することを提案した。その後、ケンタッキー州知事A・B・"ハッピー"・チャンドラーの誘いを受け、州高速道路局の安全検査官として採用される。1961年4月、「フィデル・カストロと戦わねばならない」との電話を最後に妻や家族の前から姿を消した。ケリーがアメリカに戻ったのは15年後で、既にベティとの離婚は成立していた。その後、仕事を探して各地を放浪した末、友人らの援助を受けて故郷ピッツバーグに戻った。
1984年末、ケリーは腎臓及び肝臓に障害を患い、ピッツバーグの退役軍人病院に入院した。入院手続きの際、まだ兄弟らが近くに暮らしていたにもかかわらず、ケリーは自分に家族はいないと嘘をついていた。1985年1月11日未明、64歳で死去した。この死は彼自身が治療用チューブを引き抜いたことによる自殺とも言われている。遺体はピッツバーグのハイウッド墓地に埋葬された。
死去の時点で、息子3人、娘3人、孫7人があった。

## 名誉勲章勲記
ケリーに授与された名誉勲章の勲記には、次のように記されている。

## その他の栄誉
1987年、ペンシルベニア州オークデールのオークデール陸軍支援班（Oakdale Army Support Element）は、チャールズ・E・ケリー支援施設（Charles E. Kelly Support Facility）に改称された。